# Palemon
Palemon – imię męskie pochodzenia greckiego, którego patronem jest pustelnik z czasów cesarza Dioklecjana, przyjaciel i mistrz św. Pachomiusza. 
Palemon imieniny obchodzi 11 stycznia.
Według wczesnonowożytnych przekazów Palemon był uciekinierem z Rzymu, który wraz ze swoimi kompanami osiedlili tereny dzisiaj nazywane Litwą. Była to legenda mająca na celu legitymizacje władzy wielkich rodów litewskich. W zależności od przekazu różni się powód ucieczki księcia Palemona. Nigdy nie udowodniono jego istnienia, lecz wśród Litwinów uważany jest za ich protoplastę. Mit palemoński zyskał popularność podobną do polskiego mitu sarmackiego
Żeński odpowiednik: Palemona